# 东方时尚
东方时尚驾驶学校股份有限公司（上交所：603377），简称东方时尚驾校或东方时尚，是中华人民共和国的一家以机动车、民用航空器驾驶员培训（驾驶学校）为主要业务的公司。公司于2005年成立，其办校历史起源于1995年成立的北京市东方时尚机动车驾驶学校，现总部及主校区位于北京市大兴区。东方时尚于2016年在上海证券交易所上市，是中国大陆首家在证券市场上市的驾培公司，同时也是世界规模最大的驾驶员培训机构。

## 历史
1995年，北京市东方时尚机动车驾驶学校成立，该校系由北京市东方时尚酒店用品供应中心举办，实际控制人为徐劲松，系北京市注册成立的第204家驾校。翌年招收第一批学员，主要来源于最早一批员工的亲戚、朋友、同学等。创办初期，该校购置了两台长城586电脑，拥有15辆车，7亩半地，在服务上执行计时培训，单人单车的模式，并提出“五项承诺”，杜绝驾培行业内普遍存在的“吃、拿、卡、要”现象，以“不吸学员一支烟”作为教练员清廉服务的最低要求，建立教练员与学员“朋友式”的教学关系，取代过去“师傅带徒弟”的培训模式，使得该驾校在北京当地迅速提升口碑。1997年，东方时尚教练车数量增加到30辆，同时收购梨园驾校。
1998年，北京某驾校看中京南地区的市场，在东方时尚附近兴建一所驾校进行“价格战”，此后发生经营危机，直至两年后该驾校迁至他处才得以结束。期间东方时尚仍继续扩张，增加15亩地，直至2000年拥有30亩场地，同时制定教学大纲和执教标准，配套提供学员餐厅、休息室、大厅等服务，以提高学员的满意度。2003年SARS疫情期间，尽管东方时尚因超过半年的停课出现亏损，但教练车仍继续增加至100多辆，此后又租下两块训练场地。
2005年，徐劲松之弟徐雄出资设立东方时尚驾驶学校有限公司。此后东方时尚开始规划建造亚洲规模最大、设施最先进的驾校园区。2007年，配合京津高铁、京沪高铁以及配套工程北京动车段建设需要，东方时尚驾校的原校区用地被当地政府部门征用，因此从当年6月开始，东方时尚开始逐渐往新校区搬迁，并开始拆除旧校区。根据相关报告，其旧校区占地总面积为470亩左右，其中训练场地22万平方米左右，拆迁的房屋建筑面积1.8万平方米。东方时尚也因此从政府方面获得了3.7亿元的拆迁补偿。2008年6月，东方时尚校区搬迁工作完成，并对旧校区的剩余建筑物进行了拆除。迁至新校区后，东方时尚拥有近2000名员工，教练车600多辆，在校学员四五万，年纳税位居黄村镇前三。与此同时，东方时尚开始筹划上市，计划上市地点在海外。2009年全球金融海啸发生后，东方时尚决定取消海外上市的计划，转至境内上市。
2011年5月26日，东方时尚改制为股份有限公司。同年，东方时尚以当年14倍左右的市盈率转让了公司6%的股权，转让款总计1.2亿元左右，引入的投资者包括杭州钱江浙商、北京浙商海鹰，以及个人投资者李春明。翌年8月17日，徐雄与前妻孙翔签订了离婚协议，并办理了离婚手续，其中便涉及公司股权分割的内容。离婚前，徐雄持有东方时尚投资的绝对控制权，持股比例高达99.4759%；离婚后东方时尚投资的股权被分割，徐雄和孙翔分别持股79.4759%和20%。
2014年，东方时尚在石家庄和云南开设分校，首次在京外布局；同年，该校获得了世界纪录协会颁发的证书，成为世界规模最大的驾驶员培训机构。
2016年2月5日，东方时尚在上海证券交易所上市交易，由此成为中国大陆第一家在证券市场上市的驾培公司。东方时尚的80%收入来自北京总部。在2016年上市募资之后，东方时尚开始筹划异地扩张，途径为并购及投资设立，先后在重庆、广东、山东、江苏等省市落地业务。虽然东方时尚在全国范围扩展业务，但旗下分支机构持续亏损，令公司业绩处于负增长，《长江商报》报道认为其主要原因是“子公司因各种原因不能正常运营”。东方时尚其后澄清控股子公司经营情况均一切正常，表示其投资的控股子公司均规模较大、成本较高，从取得土地到建设工程竣工，每个项目平均需要2至3年的筹备期方能投入运营，而在此期间取得的土地等资产摊销费用较大，导致经营初期利润为负。
2018年4月，东方时尚成立“东方时尚国际航空发展有限公司”，以此进入民航飞行员培训领域；同时与昆明理工大学民航学院签署合作办学协议，采取校企合作的方式共建飞行技术专业。同年8月，该校将基于虚拟现实技术的驾驶模拟器引入到驾驶培训，在法规教学课程中施行，包括基础训练、科目二、科目三的全部训练项目及各种突发情况处置训练。东方时尚总经理闫文辉曾表示VR驾驶模拟器可辅助提升驾驶考试合格率。由此，东方时尚成为中国大陆首家将VR技术引入驾驶培训之中的驾驶培训机构。
2020年至2022年，受2019冠状病毒病疫情影响，东方时尚收入出现下降。同年11月，该公司宣布拟非公开发行股票的募集资金总额不超过21.18亿元，主要投资“航培飞机及模拟器综合配置中心建设项目”和“重庆东方时尚驾驶培训考试中心（一期）（二期）建设项目”等。另外东方时尚计划在晋中、东莞、长沙等地投资建设“东方时尚汽车文化小镇”，项目总体规划涵盖机动车驾驶培训、整车及相关产品销售、个性化汽车改装市场、汽车文化体验及消费、高端定制、二手车市场及销售、汽车及零配件研发企业，同时引进配套高端商业和汽车娱乐业等。但在2020年1月，东方时尚子公司晋中东方时尚向北辰正方晋中置业转让其持有的晋中东方时尚置业全部股权，自此“汽车文化小镇”计划遭到夭折。
2023年8月28日，东方时尚控股股东东方时尚投资通过大宗交易的方式减持东方时尚的340万股，占公司总股本的比例为0.47%，成交价为每股6.48元，成交金额合计2203.20万元。而在前一天，中国证监会发布关于进一步规范股份减持行为的明确要求：上市公司存在破发、破净情形，或者最近三年未进行现金分红、累计现金分红金额低于最近三年年均净利润30%的，控股股东、实际控制人不得通过二级市场减持本公司股份。8月25日，东方时尚股票收盘价格为每股6.96元，经测算存在股价破发情形。东方时尚投资在已明确知晓相关要求的情况下，仍通过大宗交易减持东方时尚股份，已违反了证监会进一步规范股份减持行为的相关要求，也成为证监会发布进一步规范股份减持行为新规后出现的首宗违规减持案。8月30日，东方时尚投资表示，由于对相关要求理解不准确，投资公司在认真学习相关要求后停止减持，并承诺将在规则允许的范围内尽快购回已减持的股份。9月6日，东方时尚先后收到中国证监会北京监管局下发的控股股东采取责令改正措施的决定和上海证券交易所上市公司管理一部下发的控股股东予以监管警示的决定，强调其行为违反了《上市公司股东、董监高减持股份的若干规定》第六条的规定，北京监管局决定对其采取责令改正的监管措施，上海证券交易所上市公司管理一部对东方时尚投资予以监管警示。9月15日，东方时尚公告称，董事长徐雄因涉嫌操纵证券市场罪，被上海市人民检察院第一分院批准逮捕，同日又公告称控股股东已通过自筹资金以二级市场集中竞价交易方式购回已减持的股份，此次购回股份产生收益全部归上市公司所有。翌日，总经理闫文辉紧急召开公司办公会，强调这一事件属于个人问题，与公司无关，公司的各项经营活动一切正常。闫文辉在会上强调，这是公司发展过程中的第六次难关。9月17日，东方时尚董事会召开紧急会议，因徐雄涉嫌操纵证券市场罪被批准逮捕，董事会同意免去其董事、董事长及专门委员会委员职务，同时推举总经理闫文辉代为履行董事长职责。此后由徐雄的哥哥徐劲松接任董事长。2024年8月，中国证监会已决定对徐雄立案。徐劲松在任职董事长期间，公司经营情况不断恶化，董事会于2025年2月26日决定罢免徐劲松董事长职务，其职务由孙翔担任，孙翔是前任董事长徐雄的前妻。与此同时，该公司还面临控股股东和关联方违规占用公司资金的问题。

## 业务
东方时尚以机动车驾驶人培训和民用航空器驾驶员培训为主要业务，另提供汽车增值服务，涵盖整车销售、汽车租赁、定制保险、汽车维修、汽车美容、汽车检测、汽车金融等，实现全产业链发展。根据未来规划，东方时尚将开设轮船驾驶培训，实现“海陆空”的布局。

### 机动车驾驶人培训
在机动车驾驶人培训方面，东方时尚除设有北京总校外，在云南昆明、河北石家庄、山东淄博、湖北荆州设有分校；另有仍在建设中的湖北武汉、重庆、山西晋中分校（截至2022年），提供培训的车型涵盖不同种类。在北京市场，东方时尚与北京公交驾校、海淀驾校并称为北京三大驾校，学员规模最高一年有20多万。2018年，东方时尚的毕业学员为15-16万，占据北京三分之一的驾培市场。
东方时尚驾校以高质量的服务而知名，设有科学、全面的教学体系，所有入职教练需经过筛选和培训考核，通过后才能上岗，以“不吸学员一支烟”作为教练员清廉服务的最低要求，以此杜绝行业内普遍存在的“吃、拿、卡、要”现象；同时建立教练员与学员“朋友式”的教学关系。该校向每个学员均发放学员意见卡，学员学习期间可随时对教练进行评价。对发现的问题，在汇总后立即进行整改。
该校在教学内容上注重创新，例如在科目一教学中使用自行研发的教学课件，科目二根据需要增加立交桥和高速路项目。另外，东方时尚北京总校考试场是经北京市公安交通管理部门批准的机动车考试场，可确保学员学习结束后及时参加考试。为检验学员学习成果，该校设有考后检验制度，在学员通过科目三考试、取得驾驶证之后，每日随机在取得驾驶证的学员中抽取若干名学员驾驶驾校车辆回家，由教练指导和监督。另设有提供一对一陪练服务的“东方时尚俱乐部”，为新取得机动车驾驶证的学员在实际道路上教授实际的行车技巧。该校北京总校设有与北京市公安局交通管理局共同建立的“北京市交通安全宣传教育基地”，以此宣传交通安全知识。
由于其教学模式不同于其他驾校，在北京所有机动车驾驶人中，出自东方时尚驾校的司机违法率、事故率处于较低水平；在进入昆明市场后，其毕业学员的违法率、事故率也较低。近年来，该校开始向绿色化、智慧化发展。其中，东方时尚北京总校已打造成全球规模最大的新能源智慧驾培园区，拥有1049座新能源车辆充电桩，成为中国大陆规模最大的单体充电场站；同时引入新能源智能教练车以及VR智能驾驶培训模拟器，建立“VR+AI+实际道路训练”智慧驾驶培训体系，提高了学员学习驾驶的效率、流动性及考试通过率，打破了传统驾培业务时间限制，降低经营成本。

### 民用航空器驾驶员培训
在民用航空器驾驶员培训方面，东方时尚在河南周口、山东德州、河南商丘（建设中）、北京平谷、河北黄骅设有五座通航机场，在山东、河南建立三所航校，拥有餐饮、住宿、教练、教学大纲、学员管理等后勤保障体系。2020年，东方时尚获得包括厦门航空和中国南方航空在内的1.7亿元培训订单，引入约150名飞行学员入校培训；2021年又接到厦门航空1.9亿元的培训订单。